# 角戸正夫
角戸 正夫（かくど まさお、1918年7月17日 - 2005年1月14日）は、日本の化学者。大阪大学蛋白質研究所所長、姫路工業大学学長を歴任。

## 経歴
兵庫県出身。甲陽中学校（15回卒）を経て、大阪帝国大学卒。大阪大学工学部教官などを任官したのち、1971年8月15日から1982年4月1日まで大阪大学蛋白質研究所所長を務めた。1982年10月に姫路工業大学学長に就任。

## 人物
解析化学を専門とする。関西6GeV-SR計画世話人会代表などを務め、関西への科学研究施設誘致に活動していた。

## 著書
- 『X線解折入門』
- 『X線結晶解析―その理論と実際』
- 『高分子の構造と物性』
- 『高分子X線回折』
- 『生化学者のためのX線解析』